# (23948) 1998 UQ18
1998 يو كيو 18 (ويعرف أيضًا باسم (23948) 1998 يو كيو 18 وفق تسمية الكوكب الصغير) (بالإنجليزية: 1998 UQ18)‏؛ هو كويكب ضمن حزام الكويكبات.
اكتُشف هذا الجُرم الفلكي بواسطة تاكاو كوباياشي في 25 أكتوبر 1998، وترتيبه 23948 من حيث الاكتشاف.

## الوصف
اكتُشف 239481998UQ في 25 أكتوبر 1998 في مرصد أويزومي الفلكي، الواقع في أويزومي، محافظة غونما في اليابان، بواسطة عالم الفلك الياباني تاكاو كوباياشي. وقد رصد المشروع 2,959 مشاهدة للكويكب إلى غاية 24 أغسطس 2021 بتوقيت منطقة المحيط الهادئ، أي في مدة قدرها 10,188 يومًا (27.9 عام). تستغرق الفترة المدارية للكويكب 1,900 يومًا (5.2 عام).

## الخصائص المدارية
يتميز مدار هذا الكويكب بنصف محور رئيسي يبلغ 3 وحدة فلكية، وحضيض قدره 2.85 وحدة فلكية، وانحراف قدره 0.0514 وزاوية ميلان 11.1 درجة بالنسبة لمسار الشمس. بسبب هذه الخصائص، أي نصف المحور الرئيسي بين 2 و3.2 وحدة فلكية وحضيض أكبر من 1,666 وحدة فلكية، يُصنف هذا الجُرم الفلكي وفقًا لقاعدة بيانات مختبر الدفع النفاث لأجرام النظام الشمسي الصغيرة كائنًا من حزام الكويكبات الرئيسي.

## الخصائص الفيزيائية
يُقدر القدر المطلق (H) لـ239481998UQ بـ12.82 ووضاءته بـ0.176، مما يمكِّن تقدير قطره بـ 9.572كم. استُخلصت هذه النتائج بفضل ملاحظات مستكشف الأشعة تحت الحمراء عريض المجال (WISE)، وهو مرصد فضائي أمريكي وُضع في المدار في عام 2009 ويراقب السماء بأكملها بالأشعة تحت الحمراء، في عام 2011، نُشرت النتائج الأولى المتعلقة بالكويكبات من الحزام الرئيسي.

## وصلات خارجية
- (23948) 1998 UQ18 في قاعدة بيانات مختبر الدفع النفاث لأجرام النظام الشمسي الصغيرة

- الاكتشاف · مخطط المدار ·  العناصر المدارية · المعلمات المادية

- (23948) 1998 UQ18 على موقع ويكي سكاي: DSS2, SDSS, GALEX, IRAS, Hydrogen α, X-Ray, Astrophoto, Sky Map, Articles and images